# Torre de San Andrés
La Torre de San Andrés (más conocida como Castillo de San Andrés) es una antigua fortaleza militar situada en la localidad homónima del municipio de Santa Cruz de Tenerife (Canarias, España).
Esta torre circular ha formado parte del conjunto de fortificaciones menores encargadas de la defensa de la isla de Tenerife, y goza de atractivo histórico por su relación con el frustrado ataque del almirante inglés Horacio Nelson a Santa Cruz de Tenerife en 1797.
Se trata de uno de los monumentos históricos más importantes de Tenerife, estando considerado Patrimonio Histórico Español.
Es, además, el máximo símbolo de San Andrés y del Macizo de Anaga, apareciendo su imagen tanto en el logotipo de la Asociación de Empresarios de Anaga, como en los escudos del Club Deportivo San Andrés y del Colegio de Enseñanza de la localidad.

## Situación
Se encuentra situado junto al núcleo urbano de San Andrés, entre la confluencia de los barrancos del Cercado y de Las Huertas y la orilla del mar. Esta ubicación ha provocado que haya sido víctima directa del desbordamiento del barranco en ocasión de grandes lluvias torrenciales. En sus 300 años de historia ha sido arruinado y reconstruido al menos cuatro veces.

## Historia
Desde el siglo XVII existió la necesidad de proteger el antiguo Valle de Salazar o de San Andrés, considerándose necesario defender su playa para proteger a los barcos que se refugiaban en sus aguas huyendo de los piratas, y para alejar a los buques enemigos y hacerles perder su barlovento, tan necesario para acercarse y batir los fuertes de Paso Alto y de San Miguel.
La primera cita sobre la existencia de una torre defensiva o castillo en el lugar es de 1697 cuando el capitán general Conde de Eril propuso levantar una torre en el valle, y quedó pendiente al no haber dinero suficiente. El conde del Valle de Salazar se ofreció a mantenerlo a su costa en caso de que se edificara. Este ofrecimiento fue aceptado pero por motivos de otras guerras no se llevó a cabo su construcción, hasta que más tarde el 20 de junio de 1701, Miguel Tiburcio Rossel y Lugo decía:

Todos los dichos Castillos, Baterías, Reductos y demás fortificaciones contenidas en esta relación las he visto y reconocido en cumplimiento de lo mandado, la relación empezaba por: Reducto del Valle de Salazar, Marina del Puerto de Santa Cruz de la Isla de Thenerife

Los historiadores consideran que una primitiva torre fue levantada en 1706 por mandato del Capitán General Agustín de Robles y Lorenzana, quien ordenó al ingeniero Miguel Tiburcio Rossel el estudio y construcción de la misma. Se ignora su fisonomía, encontrándose ya arruinada antes de 1740 por una de las impetuosas avenidas de los barrancos próximos. Fue reconstruida, para volver a ser destruida nuevamente por las aguas del barranco hacia 1769. Fue entonces cuando el ingeniero Alfonso Ochando la reconstruye con la forma de torre circular que posee actualmente, tal como puede leerse aún en una placa sobre la arruinada puerta de entrada a la torre:

REYNANDO EL SR. D. CARLOS iii MANDANDO ESTAS YSLAS EL EXMO. S. DN. MIGE LOPES FERNZ. DE HEREDIA MARISCAL DE CAMPO SE CONSTRUIO ESTA FORTIFICACION D– SAN ANDRÉS AÑO DE 1769.

Alfonso Ochando también construyó cierto número de torreones en diversos parajes de la geografía del archipiélago, siguiendo una cierta línea de construcción de iguales características. De esta manera, se pueden considerar «gemelos» de la fortaleza de San Andrés a los castillos de Gando y San Pedro, en Gran Canaria; El Cotillo y Caleta de Fuste, en Fuerteventura; y Torre del Águila, en Lanzarote.
Lo más importante que se consiguió con la construcción del Castillo de San Andrés fue que se eliminó el calificativo de "puerto de piratas" que tenía el Valle de Salazar (San Andrés).

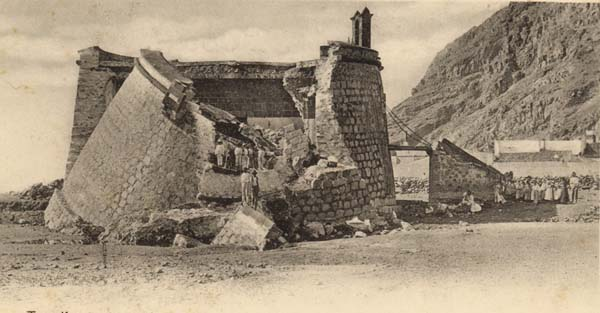
El castillo en una foto antes del último derrumbe de 1894.

Originalmente la torre tenía un foso a su alrededor así como un puente levadizo de madera de tea con clavos de bronce. Según los datos geológicos, los sillares de la estructura están constituidos de diorita verde, roca de origen volcánico extraída de una cantera cercana en el Valle de San Andrés. El cordón perimetral de la coronación, el campanario y los sillares de la bóveda de medio cañón son de una tipología diferente de piedra volcánica, con coloración rojiza como elemento decorativo.
Tenerlo custodiado era importante para controlar la isla. A lo largo de su historia ha tenido numerosos usos como torre defensiva, armería o cárcel, entre otros.
Cuando tuvo lugar el ataque del almirante inglés Horacio Nelson en 1797 a Santa Cruz de Tenerife juega un papel importante este castillo, que estaba al mando del gobernador interino nombrado el día 24 de julio. Finalizada la lucha tras la firma de la capitulación, las mareas derivaron a la mermada escuadra británica hacia las proximidades de San Andrés. Desconocedores de la rendición de Nelson, los barcos se pusieron a tiro y la batería situada en el castillo disparó sin compasión. El General Gutiérrez y la Artillería mandada por el teniente José Feo de Armas y Betencourt tenía bajo su mando 44 artilleros quienes dirigieron el fuego certero contra la lombarda, que había tenido tiempo para tirar 10 bombas, también acertó a dar a los barcos Emerald y Theseus, destrozándole la arboladura y aparejo. Los barcos ingleses contestaron con sus cañones. La lombarda "Rayo" se acercó a tierra y lanzó sobre el valle de San Andrés sus bombas, pero la contestación de la "Torre" hizo que el barco casi zozobrase. Por su parte, los cañones de Nelson nunca llegaron a alcanzar al Castillo de San Andrés.
El castillo estuvo activo y con buen aspecto hasta que en el año 1878 se ordenó su desartillado. En 1894 una avenida de aguas torrenciales lo deja en el estado actual. Por Real Orden del 2 de enero de 1924 se declaró sin utilidad militar ni defensiva, entregándose al ayuntamiento el 15 de enero de 1926.
A partir de aquí, el castillo no tuvo ningún uso fijo, aunque muy esporádicamente servía de cárcel para encerrar por muy corto período de tiempo a algún lugareño que hubiese causado algún problema o bien alguien que hubiese cometido algún tipo de delito menor.
Sobre la mitad de los años 80 se inició parte del encauzamiento del barranco del Cercado y a su vez se remodeló la zona del castillo construyéndose un muro de piedra y una valla de madera alrededor de la estructura.
El 24 de julio de 2012 fue inaugurado junto al castillo un hito conmemorativo en memoria del 215 aniversario de La Gesta de 1797, que recuerda el intento de invasión de Nelson. El monolito posee una placa que relata la historia de este monumento y sus características, y fue descubierto por el alcalde de Santa Cruz de Tenerife, el teniente general del Mando Militar de Canarias y por el presidente de la Tertulia de Amigos del 25 de julio. Durante la ceremonia se realizó un desfile militar, disparo de salvas y una ofrenda de una corona de laurel como recuerdo a los caídos durante esta histórica batalla.

## Dotación
El castillo contaba con una dotación de 4 culebrinas, 3 cañones, 3 atacadores, 3 lanadas, un sacatrapos, 24 balas de cañón, un barril pequeño de pólvora, 2 cartuchos y una campana. También tenía una dotación de artilleros, suficientes para el mantenimiento del castillo y el uso y servicio de la defensa.
Posteriormente con la reorganización de las milicias en 1771, el coronel Mazía Dávalos propuso una media compañía de artilleros milicianos para el Valle de San Andrés, que fue creada el 20 de noviembre de 1774. Esta media compañía se reunía en la torre, los domingos por la tarde, para practicar los ejercicios correspondientes.
En la relación de las fortificaciones que escribió el ingeniero Joseph de Arana el 11 de agosto de 1775 decía:

En la costa desta isla de la banda de Leste se alla una torre llamada de San Andrés situada en el Valle del mismo nombre es su figura circular capaz de 3 a 4 cañones de a 18.

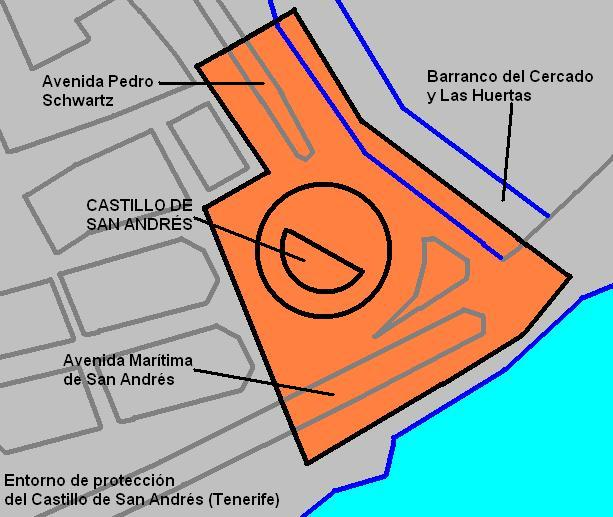
Zona del Castillo de San Andrés declarada como Bien de Interés Cultural.

Igualmente cambiaba la dotación, tanto militar como de pertrechos, según las necesidades de la época o diferentes mandos militares. El castillo participó de manera muy eficaz y valientemente en el rechazo de barcos piratas e intentos de invasiones por barcos enemigos, principalmente de barcos ingleses, franceses y holandeses.

## Conversión en monumento
El Castillo de San Andrés fue declarado Patrimonio Histórico Español por Declaración Genérica del Decreto de 22 de abril de 1949, pasando a ser automáticamente Bien de Interés Cultural por la Ley 16/1985.
En 1999 se lleva a cabo la delimitación del entorno de protección del castillo como Bien de Interés Cultural. Esta delimitación incluye la zona situada en los alrededores del monumento y parte de las avenidas de Pedro Schwartz (popularmente conocida como "La Muralla") y Marítima de San Andrés, entre otras zonas limítrofes.
Existe un proyecto de remodelación de toda la zona del castillo, estando incluido en una futura gran plaza peatonal.